# Саїтовський
Саї́товський (рос. Саитовский, башк. Сәйет) — присілок у складі Мелеузівського району Башкортостану, Росія. Входить до складу Денисівської сільської ради.
Населення — 377 осіб (2010; 341 в 2002).
Національний склад:
- башкири — 52%